# باولا هرنانديز
باولا هرنانديز (بالإسبانية: Paula Hernández)‏ هي كاتبة سيناريو ومخرجة أرجنتينية، ولدت في 16 أكتوبر 1969 في الأرجنتين.

## وصلات خارجية
- باولا هرنانديز على موقع IMDb (الإنجليزية)
- باولا هرنانديز على موقع ألو سيني (الفرنسية)
- باولا هرنانديز على موقع أول موفي (الإنجليزية)
- باولا هرنانديز على موقع قاعدة بيانات الفيلم (الإنجليزية)
- باولا هرنانديز على موقع كينوبويسك (الروسية)